# Конференция в Сан-Ремо

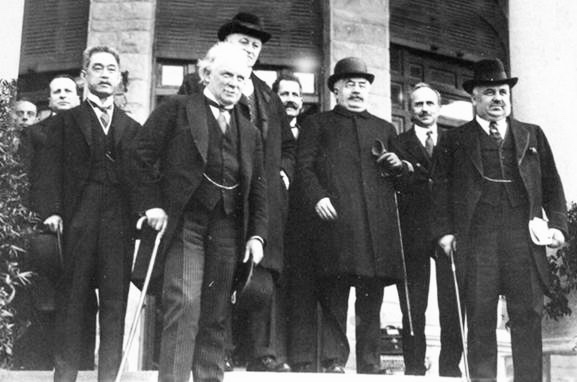
Делегаты Конференции

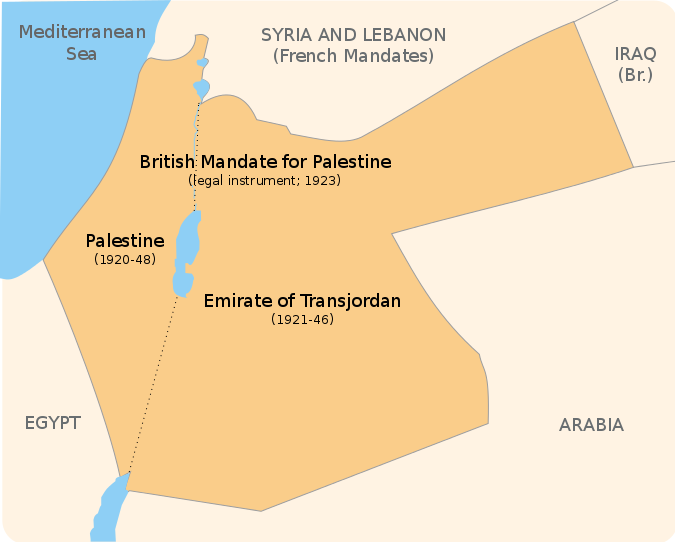
Территория британского мандата в Палестине. Конференция в Сан-Ремо (1920).

Территория французского мандата

Конференция в Сан-Ремо — заседание Верховного совета держав Антанты и присоединившихся к ним государств, состоявшееся после Первой мировой войны 19—26 апреля 1920 года в городе Сан-Ремо (Италия). В конференции приняли участие премьер-министр Великобритании Д. Ллойд Джордж и министр иностранных дел лорд Керзон, заменивший на этом посту А. Бальфура, премьер-министр Франции А. Мильеран, премьер-министр Италии Ф. Нитти. Япония была представлена послом К. Мацуи. Американский представитель, посол в Риме, Джонсон, прибыл на конференцию в качестве наблюдателя. В обсуждении вопросов, затрагивавших интересы Греции и Бельгии, принимали участие представители этих стран.
Конференция определила распределение мандатов класса «А» Лиги Наций по управлению территорий бывшей Османской империи на Ближнем Востоке. Точные границы всех территорий остались неопределёнными. Предполагалось, что они «будут определены основными союзными державами и представлены на утверждение Лиге Наций», но в течение последующих 4 лет этого не произошло. Решения конференции были включены в оставшийся нереализованным Севрский мирный договор 1920 года (раздел VII, ст 94-97), но так как Турция его отклонила, они были окончательно утверждены Советом Лиги Наций лишь 24 июля 1922 года до принятия Лозаннского договора 1923 года.
Кроме того, на конференции рассматривались вопросы о выполнении Германией военных статей Версальского мирного договора 1919 года и о позиции союзников по отношению к Советской России.

## Исторический фон
2 ноября 1917 года Артур Бальфур, министр иностранных дел Великобритании, направил лидеру британских сионистов лорду Уолтеру Ротшильду официальное письмо, позже названное «Декларацией Бальфура», в котором, в частности было написано:
- «Правительство Его Величества с одобрением рассматривает вопрос о создании в Палестине национального очага для еврейского народа и приложит все усилия для содействия достижению этой цели…»

В ходе встречи «Большой четвёрки» в 1919 году, британский премьер-министр Ллойд Джордж заявил, что в её решения должны быть включены результаты переписки между Верховным комиссаром Британии в Египте Артуром Макмагоном и 1-м королём Хиджаза, шерифом Мекки Хусейном бен Али. Он также пояснил, что соглашение с Хусейном были основой для достижения «Соглашения Сайкса-Пико» в 1916 года и сказал министру иностранных дел Франции, что предлагаемая система мандатов Лиги Наций не должна быть использована в качестве предлога для нарушения условий соглашения с Хусейном. В «Соглашении Сайкса-Пико» Англия и Франция договорились о создании независимого арабского государства или конфедерации государств и о проведении консультаций с шерифом Мекки. Франция также согласилась, что её армия не будет занимать Дамаск, Хомс, Алеппо и Хаму.
30 сентября 1918 года руководители арабского восстания в Дамаске заявили о создании правительства, лояльного шерифу Мекки Хусейну, который ещё в октябре 1916 года был провозглашён «королём арабов» религиозными лидерами и известными людьми в Мекке (при том, что Британия признавала его только как короля Хиджаза). Принц Фейсал, сын Хусейна, и Т. Лоуренс в качестве его советника, участвовали в Парижской мирной конференции в 1919 году. В начале июля 1919 года парламент Великой Сирии отказался признать какое-либо право Франции на любую часть сирийской территории.
6 января 1920 года принц Фейсал инициировал соглашение с премьер-министром Франции Клемансо, в которой признавалось право сирийцев на объединение и создание независимого государства, но 8 марта 1920 года «Сирийский национальный конгресс» в Дамаске отверг соглашение и объявил Сирию независимым государством. В новое государство были включены не только Сирия, Палестина, Ливан, но и части северной Месопотамии, которые, в соответствии с соглашением Сайкс-Пико не рассматривались как часть создаваемого независимого арабского государства или конфедерации государств. Принц Фейсал был объявлен главой государства, а его брат, принц Зейд, был объявлен регентом Месопотамии.

## Конференция и последующие решения в рамках Лиги Наций
Эти события стали причиной срочного созыва конференции в Сан-Ремо. Великобритания и Франция согласились принципиально признать «условную независимость» Сирии и Месопотамии, с тем, что их независимость будет объявлена после того, как в рамках мандатов за их управление «они станут способны стать самостоятельными государствами».
Палестина включала в себя административные районы южной Сирии в составе Османской империи. При этом, её «условная независимость» в резолюции не упоминалась, несмотря на то, что она была упомянута в списке группы «А» территорий, «уровень развития которых позволял стать им независимыми государствами, при предоставлении мандатарием административной помощи».
Франция решила принять на себя управление Сирией, не дожидаясь того, как её мандат будет утверждён Советом Лиги Наций. Она выдвинула ультиматум Фейсалу, и после сражения в ущелье Майсалун в июне 1920 года вынудила его покинуть Сирию.
Великобритания также назначила Верховного комиссара и администрацию в Палестине до утверждения мандата Советом Лиги Наций.
Решения конференции в Сан-Ремо, касающиеся мандатов, включая «Декларацию Бальфура», были включены в статьи 94-97 (раздел VII) оставшегося нереализованным Севрского мирного договора, которыми была дополнена Статья 22 Версальского мирного договора 1919 года. К территориям, определёнными статьёй 22, относились три бывших части Османской империи и семь бывших заморских владений Германии, упомянутые в Части IV, раздел I мирного договора. Поскольку Турция отклонила Севрский мирный договор 1920 года, эти решения были окончательно утверждены Советом Лиги Наций лишь 24 июля 1922 года.
Таким образом Великобритания получила мандат на Палестину и Ирак, а Франция — на Сирию, включая современный Ливан.
Относительно Германии, конференция потребовала выполнения ею военных и репарационных условий Версальского мирного договора.
Конференция также приняла решение о восстановлении торговых связей с Советской Россией.
При этом, согласно советским источникам, на конференции
- «состоялся тайный сговор об оказании поддержки буржуазно-помещичьей Польше, начавшей 25 апреля 1920 года наступление на Украину».

По вопросам, связанным с Германией и Россией, в июле 1920 года была проведена Международная конференция в Спа.